# Cututu
Cututu (auch: Cotuto Ayllu Quims Cruz oder Kotuyo) ist eine Streusiedlung im Departamento Oruro im Hochland des südamerikanischen Andenstaates Bolivien.

## Lage im Nahraum
Cututu ist eine Ortschaft des Vicecantón Kakachaca im Municipio Challapata in der Provinz Eduardo Avaroa. Die Ortschaft liegt auf einer Höhe von 4142 m in einem verkehrsfernen Bereich im südlichen Teil der Cordillera Azanaques an einem der Quellflüsse des in nördlicher Richtung fließenden Río Viscachiri.

## Geographie
Cututu liegt im zentralen westlichen Abschnitt der bolivianischen Cordillera Central, die sich als Teil der östlichen Anden-Kette zwischen dem Altiplano im Westen und dem bolivianischen Tiefland im Osten erstreckt. Das Klima der Region ist ein typisches Tageszeitenklima, bei dem die mittleren Temperaturen im Tagesverlauf stärker schwanken als im Jahresverlauf.
Die Jahresdurchschnittstemperatur im langjährigen Mittel liegt bei etwa 4 °C (siehe Klimadiagramm Colquechaca), die Monatswerte bewegen sich zwischen 0 °C im Juni/Juli und 6 °C von November bis Januar. Die jährliche Niederschlagsmenge beträgt 460 mm, von Mai bis August herrscht eine Trockenzeit von monatlich weniger als 5 mm Niederschlag, während die Niederschlagshöhe im Januar und Februar etwa 100 mm erreicht.

## Verkehrsnetz
Cututu liegt in einer Entfernung von 169 Straßenkilometern südöstlich von Oruro, der Hauptstadt des gleichnamigen Departamentos.
Von Oruro führt die asphaltierte Nationalstraße Ruta 1 in südlicher Richtung 116 Kilometer bis Challapata, wo die Ruta 30 nach Uyuni abzweigt. Von Challapata aus führt die Ruta 1 vorbei an Ancacato zu dem 22 Kilometer entfernten Andamarca Crucero und von dort weiter über Cruce Culta nach Potosí und weiter nach Tarija und an die argentinische Grenze.
Wenige hundert Meter hinter Andamarca Crucero zweigt in nordöstlicher Richtung eine unbefestigte Landstraße ab, die hier den Río Crucero überquert und als Ruta 32 projektiert ist und weiter nach Pocoata an der Ruta 6 führen soll. Nach 31 Kilometern durchquert die Ruta 32 den kleinen Weiler Cututu und führt dann weiter in nordöstlicher Richtung nach Berenguela. Anschließend verlässt sie das Departamento und verläuft dann im Departamento Potosí in der Provinz Chayanta bis zu ihrem Endpunkt an der Ruta 6.

## Bevölkerung
Die Einwohnerzahl der Ortschaft ist im Jahrzehnt zwischen den beiden letzten Volkszählungen auf die Hälfte zurückgegangen:
| Jahr | Einwohner         | Quelle       |
| ---- | ----------------- | ------------ |
| 1992 | keine Detaildaten | Volkszählung |
| 2001 | 87                | Volkszählung |
| 2012 | 43                | Volkszählung |
| 2024 |                   | Volkszählung |

Die Region weist einen hohen Anteil an Quechua-Bevölkerung auf, im Municipio Challapata sprechen 59,2 Prozent der Bevölkerung Quechua.